# Termodinamica cuantică
Termodinamica cuantică este studiul relațiilor dintre două teorii fizice independente: termodinamica și mecanica cuantică. Cele două teorii independente abordează fenomenele fizice ale luminii și materiei. În 1905, Einstein a susținut că cerința de coerență între termodinamică și electromagnetism conduce la concluzia că lumina este cuantificată obținând relația {\displaystyle E=h\nu } . Această lucrare este inițierea teoriei cuantice . În câteva decenii teoria cuantică a devenit stabilită cu un set independent de enunțuri. În prezent, termodinamica cuantică abordează stabilirea legilor termodinamice din mecanica cuantică. Se deosebește de mecanica statistică cuantică în accentul pus pe procesele dinamice din echilibru. În plus, există o căutare pentru ca teoria să fie relevantă pentru un singur sistem cuantic individual.

## Legături externe
- Go to "Concerning an Heuristic Point of View Toward the Emission and Transformation of Light" to read an English translation of Einstein's 1905 paper. (Retrieved: 2014 Apr 11)